# أوليغ شيلاييف
أوليغ شيلاييف (بالأوكرانية: Шелаєв Олег Миколайович) (مواليد 5 نوفمبر 1976) هو لاعب كرة قدم. يلعب مع منتخب أوكرانيا لكرة القدم. سبق له أن لعب في كأس العالم لكرة القدم مع منتخب بلاده.

## روابط خارجية
- أوليغ شيلاييف على موقع الاتحاد الدولي (مؤرشف)  (الإنجليزية)
- أوليغ شيلاييف على موقع الاتحاد الأوربي (الإنجليزية)
- أوليغ شيلاييف على موقع اتحاد أوكرانيا (الإنجليزية)
- أوليغ شيلاييف على موقع قاعدة بيانات كرة القدم.إي يو (الإنجليزية)
- أوليغ شيلاييف على موقع ناشيونال فوتبول تيمز (الإنجليزية)
- أوليغ شيلاييف على موقع Soccerway.com (الإنجليزية)
- أوليغ شيلاييف على موقع عالم كرة القدم.نت (الإنجليزية)
- أوليغ شيلاييف على موقع AS.com (الإسبانية)